# 22 Brygada Piechoty Górskiej

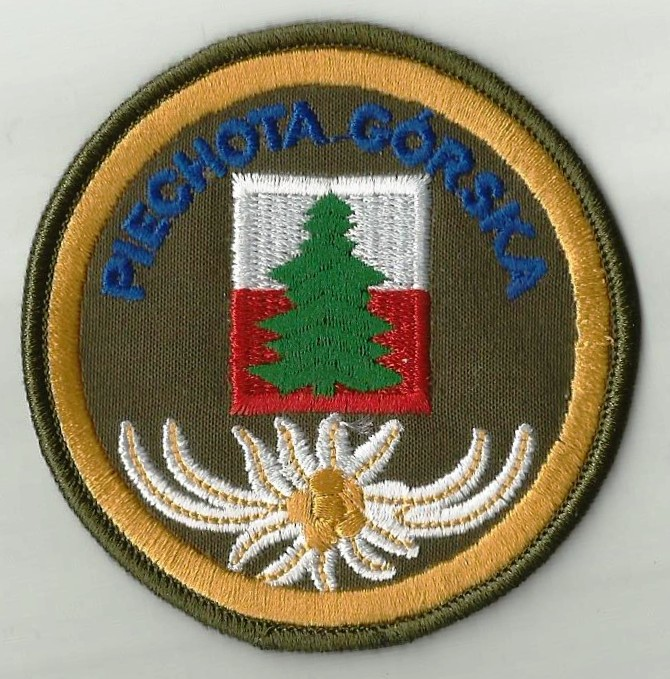
Plakietka piechoty górskiej

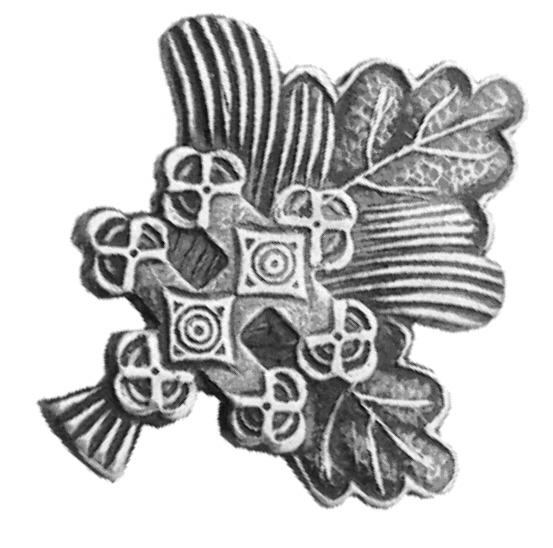
Korpusówka

22 Karpacka Brygada Piechoty Górskiej Obrony Terytorialnej – jednostka Wojska Polskiego, istniejąca w latach 1992–2007, stacjonująca w Nysie, podporządkowana Dowódcy Śląskiego Okręgu Wojskowego, wchodząca w skład jednostek Obrony Terytorialnej (OT).
Jednostka Wojskowa 4161.

## Historia
Początki brygady sięgały 1992, kiedy to w Nysie zaczęto tworzyć 22 Brygadę Piechoty Górskiej na podstawie zarządzenia Szefa Sztabu Generalnego Wojska Polskiego Nr 039/Org. z dnia 14.04.1992r. w oparciu o 20 Bazę Materiałowo Techniczną w Nysie. Brygada przejęła tradycje bojowe Samodzielnej Brygady Strzelców Karpackich oraz 3 Dywizji Strzelców Karpackich. W Kłodzku rozmieszczono 2 batalion piechoty górskiej, który stał się zalążkiem jednostek górskich w Wojsku Polskim oraz 22 dywizjon artylerii mieszanej i 22 kompanię rozpoznawczą. Pozostałe jednostki wraz z dowództwem stacjonowały w garnizonie Nysa.
We wrześniu 1994 22 Brygada Piechoty Górskiej przyjęła tradycje Karpatczyków z nazwą wyróżniającej „Karpacka”. Odtąd funkcjonowała ona jako 22 Karpacka Brygada Piechoty Górskiej (22 KBPG).
Z dniem 30 września 2001 na podstawie rozkazu Dowódcy Wojsk Lądowych nr 03/org z dnia 8.01.2001 oraz rozkazu dowódcy ŚOW nr PF3/org z dnia 6.02.2001 22 Karpacka Brygada Piechoty Górskiej w Nysie została rozformowana, a na jej bazie sformowano 22 Brygadę Piechoty Górskiej Obrony Terytorialnej. Jedynym garnizonem brygady stało się Kłodzko.
Z dniem 1 lipca 2007 brygada została przeformowana w 22 Batalion Piechoty Górskiej Obrony Terytorialnej, a z dniem 1 lipca 2008 została podporządkowana 21 Brygadzie Strzelców Podhalańskich zamieniając nazwę na 22 Batalion Piechoty Górskiej.

## Tradycje
22 BPG przejęła i kontynuowała tradycje 22 Karpackiej Brygady Piechoty Górskiej i jej poprzedniczek z okresu międzywojennego i II wojny światowej:
- 11 Karpackiej Dywizji Piechoty Górskiej (1919–1939);
- Samodzielnej Brygady Strzelców Karpackich (1940–1942);
- 3 Dywizji Strzelców Karpackich (1942–1947).

Zgodnie z tradycją dowódca brygady przejmował kełef – tradycyjny znak dowódców brygad i dywizji „Karpackich”.

## Zadania i przeznaczenie
22 Karpacka Brygada Piechoty Górskiej obrony terytorialnej była jednostką przeznaczoną do wspierania i zapewnienia swobody działania wojsk operacyjnych oraz wykonywania zadań we współdziałaniu z pozamilitarnymi organami struktury państwa.
Ponadto była przygotowana do realizacji zadań z zakresu usuwania skutków klęsk żywiołowych oraz do udziału w akcjach humanitarnych. Żołnierze 22 BPG OT oprócz normalnych działań wojsk obrony terytorialnej szkolili się również w takich sprawnościach jak wspinaczka górska, jazda na nartach, czy umiejętności przetrwania w górach.

## Struktura organizacyjna
22 BPG została ostatecznie sformowana w roku 1993. Jej skład, do czasu przekształcenia w 2001 w brygadę Obrony Terytorialnej, był następujący:
- Dowództwo i sztab - Nysa
- 22 batalion dowodzenia - Nysa
- 1 Nyski Batalion Piechoty Górskiej - Nysa
- 2 Kłodzki Batalion Piechoty Górskiej - Kłodzko
- trzy bataliony skadrowane - Nysa
- 22 dywizjon artylerii mieszanej - Kłodzko
- 22 dywizjon artylerii przeciwlotniczej - Nysa
- 22 kompania rozpoznawcza - Kłodzko
- 22 kompania zaopatrzeniowa - Nysa
- 22 kompania remontowa - Nysa
- 22 kompania medyczna - Nysa

## Dowódcy brygady
22 Brygada Piechoty Górskiej
- płk dypl. Jerzy Krzywiecki (był w 1992)[3]
- płk dypl. Waldemar Kolasa

22 Karpacka Brygada Piechoty Górskiej
- płk dypl. Andrzej Binek
- płk dypl. Ryszard Rychliński (był w 2000)

22 Brygada Piechoty Górskiej Obrony Terytorialnej
- płk dypl. Ryszard Rychliński (był w 2001)[3]

## Przekształcenia
1. 22 Brygada Piechoty Górskiej → 22 Karpacka Brygada Piechoty Górskiej → 22 Brygada Piechoty Górskiej Obrony Terytorialnej → 22 Batalion Piechoty Górskiej Obrony Terytorialnej → 22 Batalion Piechoty Górskiej